# Fuite (navigation)
Pour les articles homonymes, voir Fuite.

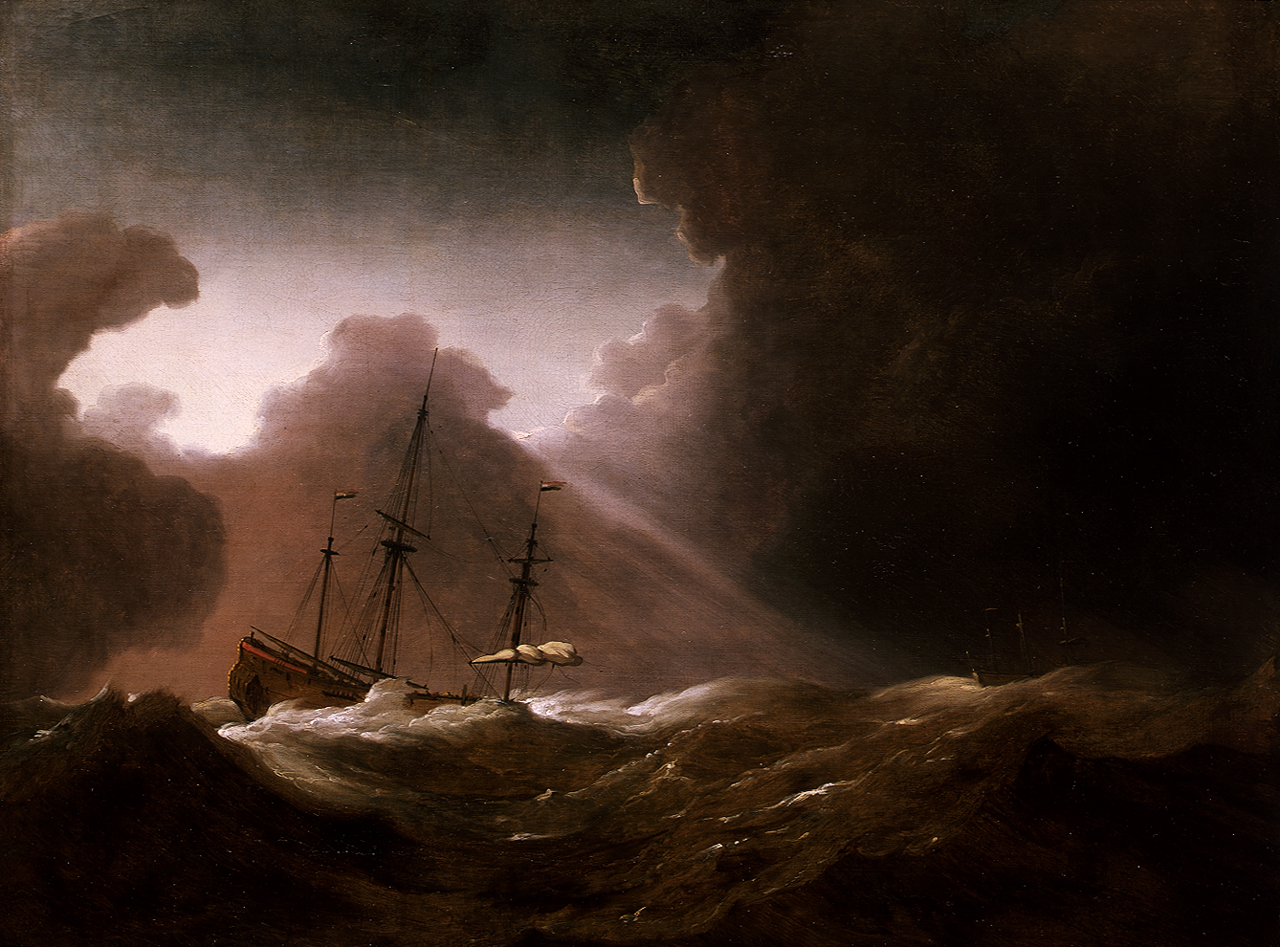
Navire hollandais « en fuite » devant une tempête, d'après Willem Van de Velde le Jeune, circa 1690.

La fuite est une allure de sauvegarde adoptée par un voilier au portant (vent arrière), dans des conditions de gros temps, quand le bateau risque d'être roulé en se maintenant à la cape. On y est poussé par le vent et la mer,.
Elle se prend au début avec un minimum de toile sur l'avant — normalement le tourmentin. Si les conditions se détériorent, on amène celui-ci pour se trouver poussé « à sec de toile ». L'équipage ne peut l'adopter que s'il y a beaucoup d' « eau à courir » « sous le vent », c'est-à-dire qu'un éventuel rivage vers lequel le navire se dirigerait est suffisamment éloigné pour ne pas représenter de danger d'être drossé à la côte. Elle est donc souvent réservée au grand large. 
Cette allure demande la présence d'un barreur en permanence.
Dans le cas où les embardées deviennent violentes, ou la vitesse trop importante, on peut mouiller de grosses aussières filées en boucle, éventuellement lestées, ou mouiller une ancre flottante  appelées « traînards ». Cette pratique est toutefois critiquée par certains navigateurs, le bateau n'étant alors plus assez réactif.